# 정명훈 (프로게이머)
정명훈(鄭明壎, 1991년 7월 1일 ~ )은 대한민국의 전직 스타크래프트, 스타크래프트 II 프로게이머 출신 현 프로게임단 지도자로 현역 시절 종족은 테란, 아이디는 FanTaSy였으며 현재 DN 프릭스 코치로 재직 중이다.

## 선수 이력
2007년 상반기 드래프트에서 SK텔레콤 T1의 2차 지명으로 입단하였다.
08-09시즌 인크루트 스타리그 2008에서 첫 준우승하였으며 최연소 준우승자이다. 또한 BATOO 스타리그 08~09에서 2회 연속 준우승을 차지하며 새로운 테란 강자로 자리매김했다.
2009년 8월 8일, 광안리에서 치러진 화승 OZ와의 신한은행 프로리그 08-09 결승전에선 이제동에게 거둔 2승을 비롯, 총 3승을 기록하며 팀의 우승과 결승전 MVP를 동시에 차지하였다. 2010년 8월 21일, 경남 - STX컵 마스터즈 2010에서 차봉으로 출전, 올킬을 해내며 SK텔레콤 T1이 경남 - STX컵 마스터즈 2연속 우승을 하는 기염을 토해내게 된다.
2011년 1월 29일 박카스 스타리그 2010 결승전에서 송병구를 꺾고 생애 첫 메이저 개인리그 우승을 차지했다. 2011년 4월 KeSPA랭킹 1위를 달성하였다. 김택용과 송병구 모두를 유일하게 5전제에서 3:0으로 격파한 선수이다. (김택용을 3:0으로 격파한 것은 바투 스타리그 2008 4강에서였고 팀킬 대진이었다.)
2014년 9월 11일 SK텔레콤 T1은 보도자료를 통해 2014년 9월 30일자로 정명훈과의 계약을 종료한다고 밝혔다.
2014년 12월 12일 스위스 게임단 Dead Pixels 입단을 발표했다.
2015년 12월 27일 프로게이머 은퇴를 공식 발표했다.

## 데뷔 이전
정명훈은 스타크래프트를 접하기 전까지는 바둑을 즐겼다고 한다. 초등학교때부터 바둑을 접했고 아마추어 1단까지 올라가면서 아마추어 사이에서는 어린 고수라는 평가를 받았다고 한다. 한때 스타크래프트와 바둑의 공통점과 차이점에 대한 고찰이 인기였던 시절이 있었을 정도로 정명훈은 바둑으로 다져진 두뇌 사용 스킬을 스타크래프트에 접목하기 시작했다.
중학교 때 처음 스타크래프트를 접했음에도 불과하고 2년 만에 정명훈은 프로게임단들이 기업과 손을 잡으며 대형화 추세를 보이던 원년인 2006년 연습생으로 선발되었다. 부산에서 중학교를 다니고 있던 정명훈은 SK텔레콤이 광안리 결승전에 참가하기 위해 2006년 당시에는 부산에 있을 때 학교를 마친 뒤 선배들의 연습을 도왔다.
당시에도 170cm이 넘는 큰 키를 가지고 있던 정명훈은 선배들의 스파링파트너가 되며 광안리 결승전 사상 최초의 2회 우승을 달성하는데 도움을 준다. 당시 정명훈은 테란전을 치를 것이라 예상됐던 전상욱의 파트너가 되면서 가능성을 인정받았다.

## 감격의 첫 우승
정명훈은 대한항공 스타리그 2010 시즌2에서 1승 2패의 성적을 거두면서 16강에서 탈락했다. 특히 16강에서 윤용태에게 자신의 벌쳐 견제가 모두 차단당하고, 잔혹한 스카웃 관광을 당하면서 정명훈은 탈락을 면할 수 없었다. 그러나 박카스 스타리그 2010에서 36강에서 고석현을 2대 0으로 꺾고 16강에 진출 하였고 16강은 D조에 편성되어 윤용태에게 복수에 성공하고, 2승 1패로 8강에 진출. 8강에서는 팀킬 잔혹사가 펼쳐졌고 박재혁을 2:0으로 꺾고 4강에 진출하였다. 4강에서는 김윤환을 풀세트 접전 끝에 승리하면서 처음으로 3:2 승리를 맛봤고 결승 상대로는 송병구가 결정되면서 스타리그 최초로 리턴매치의 결승이 성사되었다. 상대 송병구에게는 자신의 첫 결승이였던 인크루트 스타리그 2008에서 3:2로 패배하였던 기억이 있으며 맵 데이터와 많은 전문가의 예상 역시 송병구의 손을 들어주고 있었다. 그러나 광주 염주체육관에서 열린 결승에서 정명훈은 자신의 장기인 빠른 속도전을 바탕 심리전을 걸면서 송병구에게 승리를 거두어 모두의 예상을 뒤엎은 3:0 완승으로 데뷔이래 첫 개인리그 우승을 맛보게 되었다.

## 프로리그 부진과 부활 다시 부진
박카스 스타리그 2010에서 우승을 차지하는 등 개인리그에서는 승승장구 했으나 프로리그에서는 승리를 하지 못하며 부진에 빠졌다. 10-11 시즌 1라운드 초반에는 김택용 못지 않은 경기력으로 프로리그 10연승을 했으나 그 이후 계속 패배하였고 위너스리그에서도 첫 KT전 3킬 이후 출전만 하면 계속 패배하며 김택용과는 반대 패턴을 탔다. 그러나 위너스리그 4라운드 1주차 위메이드 폭스와의 경기에서 이영한, 박성균, 신노열, 전태양을 잡아내고 선봉올킬을 달성해내며 우승 이후의 슬럼프를 확실히 벗는데 성공했다. 위너스리그 준플레이오프에서는 하이트 엔투스를 상대로 3킬을 기록하며 팀의 확고부동한 에이스임을 재확인했다. 그러나 6R 중반부터 정명훈은 계속된 연패를 하며 정규시즌 마지막 경기인 CJ전에서도 결국 연패를 끊지 못하고 프로리그 6연패를 기록하며 정규시즌을 마감했다.

## 지독한 MSL 부진
정명훈의 첫 MSL은 아레나 MSL 2008이었다. 하지만 이재호, 마재윤에게 연패를 기록하며 32강에서 탈락했고 바로 그 다음 대회인 클럽데이 온라인 MSL 2008에서도 진영수, 박재영에게 무너지며 16강 진출에 실패했다. 연이어 로스트사가 MSL 2009에서조차 박재영에게 최종전에서 패배하며 3연속 32강 탈락을 했다. 그 뒤 펼쳐진 아발론 온라인 MSL 2009, 하나대투증권 MSL 2010에서는 16강 진출에 성공했으나 김택용, 김윤환에게 각각 패하며 시드 획득에 실패했다. 이후에도 MSL에서 좋은 모습을 보이지 못했던 정명훈은 빅파일 MSL 2010 4강에 진출하면서 6시즌 만에 MSL 시드를 획득했다. 이영호와의 4강에서도 테테전 최고의 명승부를 연출하는 등 MSL 부진을 탈출하는 듯 보였으나 뒤이어 펼쳐진 피디팝 MSL 2010, ABC마트 MSL 2011 32강에서 모두 김민철에게만 각각 2패를 기록하며 또다시 MSL 32강에 머물러야 했다. 총 8번의 MSL 중 32강 통과는 3번, 시드 획득은 1번 밖에 하지 못하는 등 정명훈 답지 못한 기록만 나왔다. 이후 MSL은 폐지되었으므로 정명훈의 MSL 부진은 여기서 끝났다.

## 개인리그에서의 화려한 부활, 아쉬운 스타리그 준우승 4회
신한은행 프로리그 10-11에서 6연패로 부진한 성적을 거둔 뒤 시즌을 마치고 침체기에 빠져있던 정명훈이였다. 하지만 진에어 스타리그 2011에 출전한 정명훈은 16강 1차전 팀킬에도 불구하고 어윤수를 간단히 격파하고, 16강 3회차때 정명훈은 2차전때 구성훈의 센터 8배럭 마린 마린 공격을 간단히 막고, 벌처로 역공을 가 승리를 따내는 듯 점점 부활의 시기를 알렸다. 또한 16강 5회차때 염보성을 상대로 레이스와 발키리로 공중을 장악, 상대 앞마당의 가스채취를 저지시킨후에 계속되는 병력간 교전에서 이득을 취해 승리를 따내는 등, 프로리그 6연패의 악재에서 탈출하고 3승 무패로 조 1위로 8강에 진출하는 등 화려한 부활을 알리고, 또한 2011 MSL 서바이버 토너먼트 승자전에서 윤용태를 상대로 벌처 4기가 30킬을 하는 쾌거를 이루고 MSL 5번 연속 진출이자 9번째 진출로 부활을 알렸다. 진에어 스타리그 2011 결승전에 올라 스타리그 2회 연속 결승 진출에 성공하였으나 허영무를 상대로 대접전 끝에 2:3으로 패하여 준우승을 차지하게 되었다. 그 이후로 스타리그에서는 16강에서 변현제와 유병준, 유영진을 꺾고 조1위로 8강에 진출하였으며 8강에서 같은 팀의 어윤수를 상대로 3:0 완승을 거두어 4강에 진출하였다. 4강에서도 가장 강력한 테란으로 평가받은 이영호를 3:0으로 이기고 결승전에 진출하여, 이번에도 허영무와 재대결을 앞두고 있었다. 재대결에 앞두고 이영호를 제치고 랭킹 부분 1위를 달성하였으나, 정명훈은 3:1로 패배하여, 팀 대선배였던 임요환과 마찬가지로 스타리그에서만 4회 준우승을 달성하였다.

## SK플래닛 프로리그 1,2에서의 활약
정명훈은 새롭게 개막한 SK플래닛 프로리그 시즌1,2에서 팀내에서 최다승을 기록하였다. 같은팀의 도재욱과 김택용이 잠시 주춤할 때를 틈타 정명훈은 승리를 거두면서 팀을 결승전에 진출하게 하는데 결정적인 역할을 하였다. 비록 이영호에게 밀려 다승왕은 차지하지 못했지만, 13승 2패라는 놀라운 성적을 기록하였다. 특히 프로토스전과 저그전은 무패를 기록하였다. 개인리그를 포함해 11연승을 달리고 있었으며, 무서운 기세로 1위인 이영호를 따라가고 있다. 하지만 6월 3일 스타2 종목으로 출전한 정명훈은 송병구에게 패배하면서 연승이 끊겼다. 아울러 6월 16일 이번에는 스타1 종목으로 출전했지만, STX의 김도우에게 패배하면서 스타1 연승도 11연승으로 끝났다.

## 별명
- 국본은 왕세자를 뜻하는데, 여기엔 팀 선배인 임요환, 최연성의 후계자가 되길 원하는 SK텔레콤 T1 팬들의 염원이 담겨있다. 실제로, 정명훈의 뛰어난 벌처 컨트롤은 전성기의 임요환을, 즐겨 구사하는 몰래 멀티 전략은 최연성을 연상케 한다.

- 정라덴은 인크루트 스타리그 2008에서 뛰어난 에이스들을 꺾어 흥행을 망쳐 리그 테러리스트라는 뜻이 담겨있었다. 하지만, 뛰어난 경기력을 보여줌과 함께 테러리스트라는 별명을 본인이 긍정적으로 받아들이면서, 최근에 벌처로 끝내주게 테러를 한다는 개념으로 순화되었다. 스타리그 2연속 결승진출을 하였으나, 최연성이 짜주는 전략(저그전 메카닉)을 실행에만 옮기는 메뉴얼, 최연성의 아바타에 불과하다는 말도 있다. 하지만 2010년과 특히 최연성이 없던 2011년 개인리그에서 좋은 성적을 내며 좋은 기량을 지속적으로 보여주었다.

- 2연속 준우승을 하여 소위 '콩라인'의 일원이 되었다. 하지만 인크루트 스타리그 2008에서 자신에게 첫 번째 준우승을 안긴 송병구에게 박카스 스타리그 2010결승에서 3:0승리를 거둬 우승을 차지해 콩라인을 탈출했다.

- 바막이라는 별명은 소위 '스막', '토막'과 같은 맥락으로, '바이오닉 막장'이라는 뜻이다. 정명훈의 미흡한 바이오닉 운영을 빗대어 만들어진 별명이다. 정명훈의 지독한 고질병이다. 메카닉 운영은 뛰어나지만 바이오닉 운영은 미흡해서 저그전이 한때는 제일 안 좋았었다. 하지만 스타리그 통산 정명훈의 저그전 승률을 보면 60%로 정명훈을 지금도 바막이라고 생각하는 사람은 보통 없고 바막을 극복한 테란이라고 알려져있다.

- SK텔레콤 T1 의 광안리 테란 라인은 임요환(현 스타크래프트2 SlayerS팀의 선수 겸 감독) - 최연성(현 SK텔레콤 T1의 코치(현재 군 복무중)) - 고인규(현 공군 ACE) - 전상욱(현역 은퇴 후 군 복무중)이었는데 이번 2009년 광안리에서 SK텔레콤 T1의 우승주역이 된 정명훈을 포함, 임요환 - 최연성 - 고인규 -전상욱- 정명훈이 되었다.

- 정명훈이 벌쳐 드라이버로 불리는 이유는, 정명훈의 벌쳐가 본진에 난입을 하면은 다른 테란 프로게이머들과 다르게 일꾼 피해를 더 심하게 준다. 또한 2011 MSL 서바이버 토너먼트 시즌2에서는 윤용태를 상대로 벌쳐 4기가 30킬을 하는 등 입이 쩍 벌어질듯한 벌쳐 컨트롤을 보여주었다.

- 정명훈은 스타리그 결승에서 4번의 준우승 중 프로토스에게만 준우승을 3번을 하였다. 그래서 정명훈을 프로토스의 제물 , 가을의 제물이라 부르는 사람들이 생겨나기 시작했으며, 진에어 스타리그에 이어 티빙 스타리그에서도 2연속 같은 상대에게 준우승을 한것과 정명훈의 별명인 '정라덴'을 합쳐 콩라덴이라고 부르기도 한다. 하지만 정명훈은 이미 송병구를 상대로 우승을 했기 때문에 엄밀히 말하면 콩라인에는 해당되지 않는다. (인크루트 스타리그 2008 - 송병구(P) , 진에어 스타리그 2011 - 허영무(P) , Tving 스타리그 2012 - 허영무(P))

## KeSPA 랭킹 1위 1달 유지 2회
2011년 4월 1일, 생애 최초로 KeSPA 랭킹 1위에 올랐다. 하지만 생애 처음 1위를 해서 그런지 MSL 32강 탈락 등 4월에는 별다른 성적을 거두지 못한채 1달만에 1위 자리를 이제동에게 반납했다. 이로 인해 역대 최고로 포스없는 1위였다고 회자되기도 하였다. 그러나 2012년 8월 1일, 1년 4개월 만에 이영호를 제치고, 다시 랭킹 1위를 탈환하면서 이러한 이미지를 없애는가 싶었으나, 스타리그 준우승으로 포인트를 쌓지 못해, 2012년 9월에 다시 1위 자리를 1달만에 이영호에게 내줌으로 1달 천하, 반짝 1위에 불과하다는 말이 사실이 되었다.

## 신한은행 위너스리그 09-10 첫 선봉올킬
2010년 2월 2일 이스트로와의 경기에서 선봉으로 출전해 신대근, 박상우, 김성대, 신희승을 모두 물리치고 시즌 첫 선봉올킬을 기록하였다.
- 2010년 2월 2일 - 신대근 패 vs 정명훈 승 (신한은행 프로리그 09-10 3R)
- 2010년 2월 2일 - 박상우 패 vs 정명훈 승 (신한은행 프로리그 09-10 3R)
- 2010년 2월 2일 - 김성대 패 vs 정명훈 승 (신한은행 프로리그 09-10 3R)
- 2010년 2월 2일 - 신희승 패 vs 정명훈 승 (신한은행 프로리그 09-10 3R)

## 저그전 메카닉
2008년 10월 17일, 김준영(당시 CJ 엔투스, 현재 은퇴)과의 인크루트 스타리그 준결승에서 선보인 정명훈의 메카닉 전략은 경기 후 각종 커뮤니티에서 큰 화제를 불러일으켰다.
발키리와 골리앗의 조합인 '발리앗', 발키리와 골리앗 그리고 바이오닉의 조합인 '발리오닉' 등 발키리를 기초로 한 정명훈 특유의 병력 조합은 3해처리 뮤탈리스크에 특화되어 있던 저그 유저들의 약점을 집중 공략했다. 발키리의 스플래쉬 데미지로 뮤탈리스크 컨트롤(소위 뮤탈 짤짤이)을 봉쇄하는 한편, 초반의 벌처 견제로 저그의 확장 자체를 불가능하게끔 만든 것이다. 이런 정명훈의 전략은 다른 테란 유저들에게도 영향을 주었는데, 대표적으로 이재호(당시MBC게임 히어로, 현재 웅진 스타즈) 등이 자신만의 색깔을 더한 메카닉 전략들을 선보이면서, 메카닉을 바이오닉에 버금가는 저그전 전략의 한 축으로 자리매김하게 했다. 이에 관성적으로 뮤탈리스크를 생산하던 기존의 저그 유저들도 2해처리 히드라리스크 등 다양한 방안을 강구하게 되었다. 이 전략은 최연성에서 전수받았으므로 정명훈의 고유 전략은 아니라고 봐야된다.
이러한 메카닉 전략을 활용하면서 정명훈은 레이트 메카닉이라는 바이오닉 병력 진출 이후 멀티를 먹어가며 탱크로 자리를 잡고 업그레이드에 힘을 실으며 풀업 타이밍에 진출하는 새로운 플레이도 선보였고 최근 저그전에서는 테란 플레이어들이 이러한 레이트 메카닉을 활용하는 플레이를 자주 보여주고 있다. 이와 더불어 예전보다 능수능란해진 바이오닉 컨트롤을 선보이며 바막,저막이라는 이미지도 말끔히 씻어냈다. 2010년에는 저그전 승률이 70%로 가장 높았다. 그러나 아직 바이오닉 운영은 미흡하여 저그전에서 메카닉을 주로 사용하는 편이다.

## 강력한 對 프로토스 전
비록 대 저그전에선 바이오닉 컨트롤의 미숙함으로 크게 성적을 내진 못했지만, 프로토스전에서만큼은 주특기인 메카닉을 잘 살려 좋은 성적을 내고 있다. 대 프로토스전 첫 경기였던 박종수와의 신한은행 프로리그 2007 전기리그에서 승리한 데 이어 비공식 포함 2007년 64%, 2008년 62%, 2009년 62%, 2010년 66%%, 그리고 2011년 3월 현재는 66%의 승률을 달리고 있다.
특히나 인크루트 스타리그 2008결승에선 송병구에게 2경기를 먼저 내주고도 2경기를 잡아내는 경기력을 보여줬고, (하지만 결국 3 : 2로 패하고 말았다.) BATOO 스타리그 08~09에선 16강 B조에선 서기수를 꺾으며 올라온 데 이어서 4강에선 프로토스 강자인 김택용에게 예상을 뒤엎고 3 : 0으로 완파하며 결승에 진출하는 파란을 일으켰다. BATOO 스타리그 08~09이은 스타리그였던 박카스 스타리그 2009에서도 자신감 넘치게 손찬웅을 지목하여 완파하는 모습을 보여줬다. 또한 같은 박카스 스타리그 2009에서 자신을 결승에서 패퇴시켰던 송병구마저 꺾고 3승으로 8강에 진출했다.
역상성인 프로토스에 대한 자신감은 09.3.20 vs 김택용(BATOO 스타리그 08~09 4강) ~ 09.5.19 vs 신상호(신한은행 프로리그 08-09)까지 거둔 대 프로토스전 8연승에도 잘 나타나있다.
다만, 아발론 온라인 MSL 2009 16강에서 정명훈의 프로토스전 핵심 유닛이었던 벌처가 김택용에 의해 완벽히 차단당하면서 프로토스전에 대한 약점을 드러내었다. 이후 WCG 2009 한국대표선발전 8강에서 송병구에게 0-2로 완패하며 부진하고 있다. 벌처 견제를 못하면 정명훈은 프로토스전에 약한 면이 있다. 하지만 이를 보완하는 화려한 드랍십 플레이와 정신없는 견제 플레이로 컨셉을 바꾸며 다시금 프로토스전에서 높은 승률을 기록하게 되었다. 박카스 스타리그 2010 결승전에서 이러한 플레이에 힘입어 송병구를 3:0으로 꺾고 우승했다. 하지만 최근 허영무와의 2연속 결승 대결에서 드랍쉽 견제와 벌처 견제가 모두 실패하면서 패배해 다시금 프로토스전의 견제가 없으면 약하다는 점이 드러났다.

## 정명훈의 5전제와 2 대 3징크스
데뷔 한 직후 2연속 스타리그 결승 진출, 3연속 4강 진출을 한 만큼 정명훈은 단기간내에 5전제를 많이 치렀다. 이 때문에 5전제에서 강한 면모를 보이고 있고 택뱅리쌍 모두가 두 번 이상은 당한 0:3 셧아웃 패배를 한 번도 당하지 않았다. 인크루트 스타리그 2008 결승전이나 빅파일 MSL 2010 4강에서는 송병구와 이영호를 상대로 0:2로 몰렸음에도 불구하고 2:2로 따라잡으며 (결국 2:3으로 패배했다) 5전제에서 절대 쉽게 패배하지 않았다. 박카스 스타리그 2009 4강에서 이제동에게 1:3으로 패배한 것을 제외하고 정명훈의 5전 3선승제 경기에서 4패는 2:3의 스코어로 패배한 경우다. 하지만 이 때문에 한동안 정명훈은 5세트까지 가면 항상 패배하는 모습을 보여주었다. 송병구, 이제동, 이영호를 상대로 상당한 경기력을 보였으나 막판에 무너지면서 이것이 징크스가 되었다. 그러나 최근 박카스 스타리그 2010 4강 A조에서 김윤환을 3:2로 꺾으며 2:3의 징크스를 극복하였으나 진에어 스타리그 2011 결승에서 허영무를 상대로 2:3으로 패배했다. 티빙 스타리그 2012에서 어윤수를 만나 3:0으로 승리, 팀킬전에 강한 면모를 드러내기도 했다. 공식전 5전제 총 전적은 34승 22패 (승률 60.0%)로 5전제에서 강한 면모를 과시하고 있다.
정명훈의 5전 3선승제 경기
- 정명훈 3:1 김준영 (인크루트 스타리그 4강 A조)
- 정명훈 2:3 송병구 (인크루트 스타리그 결승)
- 정명훈 3:0 김택용 (바투 스타리그 4강 A조)
- 정명훈 2:3 이제동 (바투 스타리그 결승)
- 정명훈 1:3 이제동 (박카스 스타리그 2009 4강 B조)
- 정명훈 3:0 김윤환 (빅파일 MSL 8강 B조)
- 정명훈 2:3 이영호 (빅파일 MSL 4강 A조)
- 정명훈 3:2 김윤환 (박카스 스타리그 2010 4강 A조) → 처음으로 풀세트 접전 끝에 승리.
- 정명훈 3:0 송병구 (박카스 스타리그 2010 결승)
- 정명훈 3:1 신동원 (진에어 스타리그 2011 4강 A조)
- 정명훈 2:3 허영무 (진에어 스타리그 2011 결승)
- 정명훈 3:0 어윤수 (티빙 스타리그 2012 8강 D조)
- 정명훈 3:0 이영호 (티빙 스타리그 2012 4강 B조)
- 정명훈 1:3 허영무 (티빙 스타리그 2012 결승)

## 프로리그 결승전 전승 기록
정명훈은 데뷔 이후 프로리그 결승전에서는 무패를 기록하고 있다. 결승에서 꺾은 선수도 이제동만 2번을 꺾었으며, 이영호도 제압을 하였다. 그외에 다른 선수들도 모두 꺾어 현재 7전 전승중이다.

## 스타리그 팀킬 불패
정명훈은 스타리그에서 자신의 소속팀 SK 텔레콤 T1선수를 만났을 때는 단 한번도 패하지 않았다.
그러나 WCS 코리아 2013 시즌2 옥션 올킬 스타리그 에서 그기록이 깨지게 되었다.
정명훈의 스타리그 팀킬 경기
- 정명훈 3:0 김택용 (바투 스타리그 2008~2009 4강)
- 정명훈 2:0 고인규 (박카스 스타리그 2009 8강)
- 정명훈 2:0 박재혁 (박카스 스타리그 2010 8강)
- 정명훈 승: 패 어윤수 (진에어 스타리그 2011 16강)
- 정명훈 2:0 박재혁 (진에어 스타리그 2011 8강)
- 정명훈 3:0 어윤수 (TVing 스타리그 2012 8강)
- 정명훈 패: 승 정윤종 (WCS 코리아 2013 시즌2 옥션 올킬 스타리그 16강 (승점 0:2)

## 스타2 전향 이후 부진
정명훈은 스타2로 전향하면서 처음으로 2013 WCS 망고식스GSL로에서 진출했으나 좋지 않은 성적으로 32강에서 탈락했다
2013 WCS 옥션올킬스타리그에서 32강에서 가볍게 16강에 올라갔으나 강현우, 신대근, 같은팀인 정윤종한테
패배해 3연패로 탈락했다. 정명훈은 챌린저리그 24강에서 조중혁 상대로 0:2로 패하면서 승격강등전으로 내려갔다.
승격강등전에서 정승일한테 승리했지만 박현우, 박수호, 조성호한테 패배하고 예선으로 내려갔다.
2014년 코드A 48강에 정우용, 서성민한테 패배하면서 다시 예선으로 떨어졌다. GSL Season2 코드A 48강으로
다시  예선을 뚫었다 하지만 최종전에서 이동녕한테 덜미를 잡히게되면서 연속 코드S진출을 실패했다.
시즌3 코드A 예선을 뚫고 다시 올라왔다. 하지만 최용화와 최성일한테 패배하고 4연속 진출 실패로 부진은 더 심해졌다

## 지도자 경력
2019년 11월, 샌드박스 게이밍의 코치로 부임했다.
2020년 11월, 리브 샌드박스의 2군팀 감독으로 부임했다.

## 주요 선수들과의 관계

#### 이영호
처음에는 정명훈이 주로 승리를 거두었으나 2009년부터는 이영호가 계속해서 승리하여 정명훈에게 상대전적상 크게 앞서게 된다. 정명훈은 이영호에게 특히 비공식전에서 1:5로 전적이 아주 좋지 않다. 신한은행 프로리그 09-10에서 4번만나 3승 1패를 거두고 2010년 8월 19일 WCG 2010 한국대표 선발전에서 이영호가 2:0으로 승리를 거두며 천적의 이미지를 굳혀가고 있었다. 하지만 같은 날 펼쳐진 빅파일 MSL 2010 4강에서 양 선수는 사상 최고의 테테전 명승부를 펼치게 되었다. 3시간 30분이나 지속되는 접전동안 정명훈은 이영호에게 전혀 약한 모습을 보이지 않고 오히려 4세트에서는 이영호를 완벽히 압도하는 모습을 보여주기도 했다. 결과는 이영호의 3:2 승리였지만 정명훈에 대한 평가가 더욱 더 상승하게 되는 계기가 된 경기이기도 했다. 이후 신한은행 위너스리그 10-11 개막전에서 맵의 8할을 장악할 정도로 유리한 상황에서 대역전패를 당했으나, SK플래닛 스타크래프트 프로리그 시즌1 결승 2세트에서 정명훈이 이영호를 완벽한 운영으로 꺾으며 반격의 발판을 마련하였다. 또 2012년 7월 17일에 티빙 스타리그 2012 4강에서 이영호를 3:0으로 셧아웃시키고 결승에 진출하였으며, 이어 새 시즌인 SK플래닛 스타크래프트 II 프로리그 12-13 1라운드에서 만나 승리하였으나 2라운드에서 다시 만나 패하고, 4라운드에서도 또 만나 패하였으며, 비공식으로 치러진 국가대표 예선전에서도 2:0으로 패배하였다. 현재 공식전은 11:11, 비공식전까지 합쳐서는 12:19로 격차가 다시 많이 벌어졌다. 특이사항으로는 2012년에는 이영호와 맞붙어서 모두 정명훈이 승리하였다는 점이다.

#### 조병세
정명훈은 테란 대 테란전을 잘하는 대표적인 선수로 평가받는 조병세와의 상대전적에서 2:6으로 매우 밀리고 있다. 특히 신한은행 프로리그 09-10 6강 플레이오프에서 조병세에게만 2패를 당하며 자존심을 구기기도 했다. 또한, 신한은행 프로리그 10-11 5라운드에서 조병세와 다시 맞붙게 되었는데, 당시 조병세는 기량이 떨어져 있는 상태였고, 정명훈의 우세가 점쳐졌으나 이번에도 정명훈은 조병세에게 패배하며 천적관계는 더더욱 굳어지게 되었다. 그러나 SK플래닛 스타크래프트 프로리그 시즌1 2라운드에서 조병세를 격파하며 6연패를 끊었다. 이어 SK플래닛 스타크래프트 II 프로리그 12-13 1라운드에서도 조병세를 격파하며 조병세전 2연승을 기록했다.

#### 김민철
정명훈은 웅진 스타즈 시절의 저그 김민철에게 매우 약한 모습을 보인다. 2010년 6월 15일 09~10시즌 5라운드 웅진전에서 첫만남을 패배로 시작하여, 10~11시즌, 피디팝 MSL 2010, ABC마트 MSL 2011등 총 6경기를 패배하는 모습을 보였다. 정명훈은 MSL에서 만난 김민철에게 무기력하게 패배하는 모습을 보여주며, 피디팝 MSL, ABC마트 MSL 두 리그 예선에서 김민철에게만 2패씩을 당하며 탈락하는 수모를 겪는다. 특히 ABC마트 MSL 2011에서 보여준 경기들은 김민철이 테란 레이트 메카닉을 상대로한 퀸드라 전략으로 인상깊은 경기를 보이며 재조명 받는 계기가 된다. 상대전적은 공식전만으로 1:8로 정명훈이 열세이다. 여담으로 미국에서 열린 스타크래프트Ⅱ 이벤트전에서도 김민철에게 2:0으로 완패하여, 상대전적이 비공식 포함 1:10으로 정명훈이 심하게 밀리고 있다. 2015년 둘 다 해외팀에 있으므로, 프로리그에서는 만날 수 없고, 개인리그에서만 둘의 대결이 다시 성사될 수 있으며, 스타2에서의 맞붙은 전적은 없다.

#### 이제동
두 선수는 2008년 12월 신한은행 프로리그 08-09 2라운드에서 처음 만났다. 당시 최고의 저그였던 이제동이 아직 신인이던 정명훈을 완벽하게 꺾었다. 2009년 4월 4일 두 선수는 바투 스타리그 08-09 결승전에서 다시 맞붙게 되었고 모두가 최고의 포스를 내뿜던 이제동의 압승을 예상하였으나 정명훈이 완벽한 플레이를 선보이며 2:0으로 이제동을 몰아붙였었다. 하지만 이제동이 막판 뒷심을 발휘하며 2:3으로 역전하였다. 이후 두 선수는 프로리그에서 다시 만났고 정명훈의 압승으로 끝났다. 2009년 8월 이틀에 걸쳐 펼쳐진 광안리 결승전에서 맞붙었고 정명훈이 이제동을 상대로 2전 전승을 거두며 화승과 이제동을 동시에 격침시키고 결승전 MVP를 수상하게 되었다. 특히 2회차 ACE결정전에서는 이제동의 승리를 예상하는 사람들을 비웃기라도 하듯 멋진 벙커링 전략으로 단 4분만에 이제동을 꺾어내며 이제동에게 급작한 슬럼프를 안겨주기도 했다. 이를 이제동의 광 3패라고 한다. 하지만 1주일 후 펼쳐진 박카스 스타리그 2009 4강에서 이제동이 4드론,9드론이라는 평소에는 잘 사용하지 않던 극단적인 전략수를 동원하였고, 정명훈은 첫 경기를 따냈으나 3:1 역전패를 당하고 광안리 패배를 완벽하게 설욕당하고 말았다. 이제동은 그 대회에서 우승을 차지했다. 그 뒤 정명훈이 이제동을 상대로 공식전 7연패를 당하였다가, SK플래닛 스타크래프트 프로리그 시즌2 준플레이오프 제8게임단전 1차전에과 SK플래닛 스타크래프트 II 프로리그 12-13 프로리그 5라운드에서 이제동을 연속으로 꺾으며 상대전적에서 공식전만으로는 8:11, 비공식전까지는 9:11로 밀리고 있다.

#### 이재호
염보성에게 강한 것과 달리, 이재호엔 상대전적 공식전만으로는 2:6, 비공식전까지 합쳐서 2:8로 무척이나 약하다. 첫만남은 비공식전인 e스타즈 월드토너먼트 128강 15조로 이때 이재호에 0:2로 패하며 탈락, 공식전에서의 만남은 정명훈의 첫 MSL이었던 아레나 MSL 2008 32강 F조 1경기에서 패했으며 신한은행 프로리그 08-09 3라운드 MBC게임전 5세트에서도 패배, 신한은행 프로리그 09-10 3라운드 MBC게임전 2세트에서도 패했다. 하지만 5라운드 MBC게임전 2세트에서는 승리하면서 전패에서 탈출, 신한은행 프로리그 10-11 1라운드 MBC게임전 3세트에서도 승리하면서 이재호전 2연승을 하였으나, 5라운드 웅진전 2세트에선 패했다. 이어서 SK플래닛 스타크래프트 II 프로리그 12-13 2라운드 웅진전 7세트와 6라운드 웅진전 1세트에서도 또 패하면서 현재 이재호전 3연패 중이다.

#### 송병구
두 선수는 홍진호에 이은 콩라인으로 잘 알려져있다. 인크루트 스타리그 2008 16강에서 처음 만난 경기에서는 송병구가 승리했고 한 달 뒤 펼쳐진 결승전 경기에서 송병구가 승승패패승이라는 짜릿한 스코어로 로열로더를 노리던 정명훈을 꺾고 스타리그 2회 준우승 이후 첫 우승을 하게 되었다. 박카스 스타리그 2009 16강에서 정명훈이 송병구를 꺾으며 스타리그 결승전에서의 패배를 설욕했으나 이후 송병구에게 비공식전 포함 4연패를 당하며 정명훈의 천적으로 굳어졌다. 그러나 2011년 1월 29일에 사상 처음으로 결승전 리매치가 성사된 박카스 스타리그 2010 결승전에서 정명훈이 송병구를 3:0으로 완벽하게 셧아웃시키고 콩라인을 탈출하며 스타리그에서의 한을 풀었다. 하지만 바로 다음날 펼쳐진 신한은행 위너스리그 10-11에서 송병구가 승리하여 전날의 패배를 복수했다. 최근에는 SK플래닛 스타크래프트 프로리그 시즌1에서 만나 정명훈이 송병구를 제압하여 공식전 전적에서는 앞서게 되었다. 하지만 SK플래닛 스타크래프트 프로리그 시즌2 1라운드에서 또 설욕당했다. 이후 SK플래닛 스타크래프트 II 프로리그 12-13 1라운드에서도 또 패했다. 2라운드에서도 또 패하며 현재 송병구전 3연패 중. 현재는 상대전적은 비공식전까지 포함하여 8:13으로 밀리고 있으며 공식전만 봐도 8:10으로 두경기 밀린다.

#### 김윤환
정명훈과 김윤환은 신한은행 프로리그 08-09 4라운드에서 처음 만났고 김윤환이 승리했다. 이후 두 선수는 개인리그에서 자주 만나며 새로운 라이벌 구도를 형성하기도 했는데 EVER 스타리그 2009, 대한항공 스타리그 2010 시즌1 16강에서 만나서 재경기까지 가면서 승패를 주고 받고 하나대투증권 MSL 2010 16강에서는 김윤환이 2:1 승리를 거두었다. 하지만 그 후로 정명훈이 연속해서 승리하며 김윤환을 압도하게 되는데 프로리그에서 한 번 승리를 거두며 상대전적에서 앞서나가기 시작하던 정명훈은 빅파일 MSL 2010 8강에서 3:0으로 김윤환을 완파하고 최근에 열린 박카스 스타리그 2010 4강에서도 3:2로 승리하며 김윤환의 천적 수준으로 자리매김했다. 그 다음 신한은행 위너스리그 10-11에서 김윤환이 승리하며 천적이미지를 어느 정도 불식시켰지만, 최근에 SK플래닛 스타크래프트 프로리그 시즌1 에서 다시 정명훈이 승리를 거두며 천적이미지를 다시 부각시켰다. 상대전적은 공식전만으로는 13:8, 비공식전까지 합치면 14:8로 여전히 정명훈이 크게 앞서있다. 이 전적은 정명훈이 한 선수를 상대로 거둔 가장 많은 승리이며, 김윤환이 한 선수에게 당한 가장 많은 패배 수이기도 하다.

#### 전태양
테란 원탑으로 평가 받는 이영호에게도 전혀 밀리지 않는 위협적인 전태양이지만 정명훈에게는 유독 약한 모습을 보이며 상대전적에서 공식전만으론 6:1, 비공식전까지 합쳐 7:3로 매우 앞서있는 정명훈이다. 주로 정명훈의 전략성 플레이에 제대로 대처하지 못하며 무너지는 모습을 자주 보이고 있다. 2010년 11월에 펼쳐진 프로리그에서 정명훈에게 하루 2패를 당할 때도 상대의 전진 배럭플레이에 무너졌다. 그러나 2013년 5월에 전태양에 처음으로 패했다. 비공식전에서의 만남은 WCG 2012 예선이었다.

#### 신상문
두 선수는 바투 스타리그 08-09에서 첫 맞대결을 펼쳤고 16강 본경기와 재경기에서 정명훈이 모두 승리를 차지했다. 곧이어 펼쳐진 아발론 온라인 MSL 2009 32강에서도 정명훈이 승리를 거두었다. 프로리그에서 신상문이 한 경기를 만회했으나 최근 열린 피디팝 MSL 2010 32강 패자전에서 다시 한 번 정명훈에게 패했다. 최근에 하지만 SK플래닛 스타크래프트 프로리그 시즌1에서 만나 신상문에게 원래는 자신의 주특기인 벌쳐에 당하며 패하는 아쉬움을 남겼다. 그러나 상대전적은 4:2로 정명훈이 약간 앞서있다.

#### 박재혁
팀동료인 박재혁과는 개인리그 3전제에서 3번 마주쳤다. 첫 만남은 빅파일 MSL 2010 16강이었고 두 번째 만남은 박카스 스타리그 2010 8강이었고 세 번째 만남은 진에어 스타리그 2011 8강이였다 정명훈이 각각 2:0으로 박재혁을 완파했다. 상대전적은 6:0으로 정명훈이 많이 앞서있다.

#### 구성훈
화승 OZ의 테란 에이스인 구성훈의 천적으로 지목될 정도로 구성훈에게 강하다. 두 선수는 프로리그에서 자주 맞붙었는데 09-10 시즌에 구성훈이 두 번 이긴 것 빼고는 정명훈이 모두 다 이겼다. 신한은행 프로리그 08-09 광안리 결승전을 비롯한 프로리그의 주요한 경기에서 자주 패했다. 상대전적은 정명훈이 7:2로 많이 앞선다.

#### 신동원
두 선수는 절친관계로 많이 알려져 있다. 상대전적은 6:2로 정명훈이 앞서 있다. 신한은행 프로리그 09-10 6강 플레이오프 3차전에서 처음 만나 신동원이 승리했고, 박카스 스타리그 2010, 신한은행 프로리그 10-11 위너스리그 준플레이오프에서 정명훈이 승리하였고, 진에어 스타리그 2011 준결승에서 정명훈이 3:1로 승리, SK플래닛 스타크래프트 II 프로리그 12-13 1라운드 CJ전 7세트에서도 승리하면서 상대전적은 6:2가 되었다.

#### 진영화
프로토스전 승률이 꽤 높은 정명훈은 여러 프로토스 선수들을 상대로 강세를 보이는데, 그중 대표적으로 진영화가 있다. 프로리그에서 5차례, 개인리그에서 1차례 만났는데, 신한은행 프로리그 08-09 4라운드 CJ전 4세트에서 만나 승리하면서 팀의 승리를 확정지었고, 아발론 온라인 MSL 2009 32강 F조 승자전에서도 만나 승리하며 16강 진출에 성공했다. 하지만 신한은행 프로리그 10-11 2라운드 하이트전 3세트, 4라운드 하이트전 2세트에서는 진영화에 패했다. 하지만 위너스리그 준플레이오프 하이트전 5세트와 SK플래닛 스타크래프트 프로리그 시즌1 1라운드 CJ전 1세트에서는 정명훈이 승리하였다. 상대전적은 4:2로 우세. 진영화가 사실상 은퇴를 선언하며 다신 만날 수가 없다.

#### 김성대
김성대와의 전적은 4:1로 강세이다. 프로리그에서만 5차례 만난 기록들인데, 신한은행 프로리그 09-10 3라운드 이스트로전 3세트에서 만나 승리하였고, 4라운드 이스트로전 5세트도 접전 끝에 승리했다. 5라운드 이스트로전 2세트도 승리했으며, 신한은행 프로리그 10-11 3라운드 KT전 3세트에서도 만나 승리하면서 4:0이었지만, 5라운드 KT전 4세트에서 만나 처음으로 패하면서 상대전적 전승 기록이 끊겼다. 참고로 정명훈이 패한 날 나머지 KeSPA랭킹 상위권 선수들도 이날 프로리그에서 모두 패배를 기록하였다.

#### 이영한
이영한과의 전적은 3:1 강세. 에버 스타리그 2009 16강 C조 3경기에서 처음 만나 패했지만, 그 뒤로 신한은행 프로리그 09-10 3라운드 위메이드전 4세트, 신한은행 프로리그 10-11 4라운드 위메이드전 1세트, 5라운드 위메이드전 1세트까지 모두 승리하여서 이영한전은 3연승이다.
```
GSL Code A 에서 1:2로 패배하면서 상대전적은 4:3으로 그래도 정명훈이 우세다.
```

#### 박성균
박성균과의 상대전적은 5:3으로 약간 강세다. 인크루트 스타리그 2008 8강 B조 경기서 정명훈이 2:1로 승리하고 4강에 진출했고, 그러나 신한은행 프로리그 08-09 2라운드 위메이드전 5세트에서는 패했다. 2010 MSL 시즌1 32강 C조 패자전에서 정명훈이 승리, 신한은행 프로리그 10-11 4라운드 위메이드전 2세트도 정명훈이 승리했다. 6라운드 위메이드전 3세트는 설욕당했다. 그러나 SK플래닛 스타크래프트 프로리그 시즌1 KT전 3세트는 다시 정명훈이 승리했다.

#### 조일장
상대전적 공식전만으로는 3:2, 비공식전까지 합치면 6:2로 우세하다. 비공식전인 13차 MSL 서바이버 토너먼트 예선 7조 8강에서 2:0으로 승리하였으며, 공식전인 바투 스타리그 08-09 16강 B조 6경기에서 처음 만나 여기선 패했지만, 1주일 뒤 16강 B조 재경기 2경기에서는 승리하였다. 신한은행 프로리그 09-10 플레이오프 1차전 STX전 7세트에서 정명훈이 승리하였으며, 경남 - STX컵 마스터즈 2010 결승전 4세트에서도 승리, SK플래닛 스타크래프트 프로리그 시즌1 4라운드 STX전 1세트도 승리했다. 조일장전 공식전만으로는 3연승, 비공식전까지 합치면 4연승이었으나 SK플래닛 스타크래프트 프로리그 시즌2 준플레이오프 제8게임단전 전반전 1세트에서 패하며 연승이 끊겼다. 조일장의 사실상 은퇴로 다신 만날 수가 없다.

#### 염보성
상대전적은 팽팽하다. 6:5 약간 우세. 첫만남은 인크루트 스타리그 2008 16강 D조 1경기로 정명훈이 승리했다. 하지만 신한은행 프로리그 08-09 2라운드 MBC게임전 5세트에선 패했다. 그러나 그 뒤론 4라운드 MBC게임전 1세트, 신한은행 프로리그 09-10 2라운드 MBC게임전 3세트, 신한은행 프로리그 10-11 3라운드 MBC게임전 6세트까지 모두 승리하면서 염보성전 3연승을 하였다. 하지만 4라운드 MBC게임전 5세트에서 패했고, 5라운드 MBC게임전 1세트에서도 패했으나 7세트에서는 설욕하는 동시에 팀 승리를 확정지었다. 그 뒤 6라운드 MBC게임전 1세트에서는 다시 설욕당했으며, 그러나 진에어 스타리그 2011 16강 A조 5경기에서는 다시 승리했다. 그러나 SK플래닛 스타크래프트 프로리그 시즌2 2라운드 제8게임단전 전반전 2세트에서는 패했다.

#### 오영종
프로토스전 승률이 좋은 정명훈은 진영화 외에도 오영종에도 강하다. 상대전적 3:1 강세인데, 신한은행 프로리그 08-09 4라운드 공군전 1세트에서 처음 만나 승리했으나, 이듬해 신한은행 프로리그 09-10 3라운드 공군전 6세트에서는 패했으며, 팀도 처음으로 공군에 패했다. 그러나 4라운드 공군전 1세트에서는 설욕에 성공, 신한은행 프로리그 10-11 2라운드 화승전 4세트에서도 승리했다.

#### 허영무
정명훈은 송병구 외에도 허영무와도 접전을 펼치곤 했었다. 최근에도 팽팽하게 자주 접전을 펼치곤 하는데, 첫 만남은 비공식전인 1차 스타챌린지 2008 C조 결승으로 이때 허영무에 0:2로 패배하고 스타챌린지 진출에 실패했으며, 이어 공식전인 신한은행 프로리그 08-09 2라운드 삼성전자전 1세트로 이때 정명훈이 승리했다. 그러나 로스트사가 MSL 2009 32강 C조 승자전에서는 정명훈이 패했다. 며칠 뒤 3라운드 삼성전자전 6세트에서도 패했다. 그러나 5라운드 삼성전자전 5세트에서는 다시 설욕에 성공하면서 팽팽한 접전을 펼쳤다. 그 뒤 신한은행 프로리그 09-10 3라운드 삼성전자전 5세트에서도 정명훈이 승리했으며, 빅파일 MSL 2010 32강 H조 경기에서는 2경기에서는 패했지만, 최종전에서는 설욕하며 16강 진출에 성공했다. 그 뒤 신한은행 프로리그 10-11 1라운드 삼성전자전 1세트에서도 정명훈이 승리했으며, 이후로 한동안 만남이 없다가, 진에어 스타리그 2011 결승전에서 두선수가 다시 만났는데, 결승전에서도 두선수는 접전을 펼치다가 끝내 허영무에 2:3으로 패하며 준우승했다. 하지만 정명훈은 엄청난 기세로 다시 스타리그 결승에 진출하며 또다시 허영무와 재대결을 가지게 되었다. 결승에서 다시 만나 정명훈은 재기량을 못내고 3:1로 완패하여 상대전적은 공식전적은 8:9, 비공식 전적은 10:12로 밀린다.

#### 김재훈
정명훈은 김재훈에게도 강세다. 첫 만남인 신한은행 프로리그 10-11 3라운드 MBC게임전 7세트에서는 김재훈의 캐리어에 패했지만, 4라운드 MBC게임전 3세트에서는 정명훈이 설욕했으며, SK플래닛 스타크래프트 프로리그 시즌1 3라운드 제8게임단전 2세트에서도 승리, SK플래닛 스타크래프트 프로리그 시즌2 1라운드 제8게임단전 전반 1세트에서도 정명훈이 승리, 3라운드 제8게임단전 후반전 1세트에서도 승리하면서 김재훈전 4연승 중이었으나 SK플래닛 스타크래프트 II 프로리그 12-13 2라운드 제8게임단전 5세트에서 패하면서 김재훈전 연승이 끊겼다. 상대전적 그래도 4:2 우세.

#### 신상호
신상호에게도 강세였다. 14차 MSL 서바이버 토너먼트 F조 패자전에서 승리하였고, 15차 MSL 서바이버 토너먼트 8조 2경기에서도 정명훈이 승리했다. 이어 신한은행 프로리그 08-09 3라운드 이스트로전 3세트에서도 승리했고, 4라운드 이스트로전 2세트에서도 승리하였다. 상대전적 4:0 무패. 신상호의 스타2 전향으로 다신 만날 일이 없을 것 같으나 e스포츠의 종목 전환으로 GSL에서 다시 만날 가능성이 생겼다.

#### 손찬웅
손찬웅에도 강세였다. 비공식전인 12차 MSL 서바이버 토너먼트 18조 결승에서 2:0으로 승리했으며, 공식전에서의 만남은 인크루트 스타리그 2008 16강 D조 6경기에서 처음 만나 승리했으며, 신한은행 프로리그 08-09 1라운드 르까프전 2세트에서도 승리, 박카스 스타리그 2009 16강 B조 2경기에서도 승리하였다. 상대전적 공식전만으로는 3:0, 비공식전까지 합쳐도 5:0 무패. 손찬웅의 은퇴로 다신 맞붙을 일이 없다.

#### 고석현
고석현에는 3:2로 앞선다. 본래는 신한은행 프로리그 2008 1라운드 MBC게임전 4세트, 신한은행 프로리그 09-10 4라운드 MBC게임전 1세트까지 모두 패하면서 0:2였다. 하지만 박카스 스타리그 2010 36강 F조 2차전에서 2:0으로 승리하고 스타리그 16강 본선 진출에 성공하면서 전패를 끊어냈고, 신한은행 프로리그 10-11 4라운드 MBC게임전 2세트에서도 승리하였다. 고석현의 스타2 전향으로 다신 만날 일이 없을 것 같으나 e스포츠의 종목 전환으로 GSL에서 다시 만날 가능성이 생겼다.

#### 김동건
김동건과의 전적은 4:0 무패였다. 신한은행 프로리그 08-09 4라운드 삼성전자전 3세트에서 처음 만나 정명훈이 승리, 대한항공 스타리그 2010 시즌1 36강 F조 2차전에서도 2:0 승리, 신한은행 프로리그 10-11 2라운드 STX전 5세트에서도 승리했다. 김동건은 은퇴해서 다신 만날 일이 없다.

#### 유병준
유병준에게도 강세였다. 빅파일 MSL 2010 서바이버 토너먼트 6조 1경기와 최종전에서 모두 승리하며 MSL 진출 성공, 티빙 스타리그 2012 16강 B조 6경기에서도 승리하면서 상대전적 3:0 강세. 유병준은 은퇴했기에 다신 만날 일이 없다.

#### 김명운
이름이 비슷한 정명훈과 김명운 두선수의 전적은 공식전만으로는 8:4, 비공식전까지 포함하여 10:5로 정명훈이 앞선다. 신한은행 프로리그 08-09 3라운드 웅진전 2세트에서 처음 만나 김명운에 패했지만, 신한은행 프로리그 09-10 2라운드 웅진전 5세트에서는 설욕에 성공했다. 이어 대한항공 스타리그 2010 시즌1 16강 C조 2경기에서도 김명운에 패배, WCG 2010 대표선발전 16강에서는 2:1 역전승하며 8강 진출 성공, 신한은행 프로리그 10-11 2라운드 웅진전 7세트 승리, 그러나 3라운드 웅진전 6세트, 6라운드 웅진전 1세트에서는 패배, SK플래닛 스타크래프트 프로리그 시즌1 1라운드 웅진전 1세트, 2라운드 웅진전 1세트, 3라운드 웅진전 3세트, SK플래닛 스타크래프트 프로리그 시즌2 1라운드 웅진전 전반전 1세트, 2라운드 웅진전 전반전 1세트까지 모두 승리하였다. SK플래닛 스타크래프트 프로리그 시즌1 웅진전에서는 모든 라운드에서 김명운과만 맞붙어 모두 승리했다. SK플래닛 스타크래프트 프로리그 시즌2 3라운드에서는 만나지 못했다. 그 뒤 SK플래닛 스타크래프트 II 프로리그 12-13 4라운드 웅진전 1세트에서 만나 또 승리했다. 현재 김명운전 6연승 중이다.

#### 이윤열
이윤열과의 전적은 3:1이다. 15차 MSL 서바이버 토너먼트 8조 승자전에서 정명훈 승리, 인크루트 스타리그 2008 36강 K조 2차전에서도 2:1로 승리하면서 16강 본선 진출에 성공했다. 이윤열이 스타2에서 있었다가 스타2에서도 은퇴하면서 다신 영구히 만날 일이 없다.

#### 어윤수
팀동료 어윤수와의 전적은 개인리그에서만 만난 기록들로 4:0 무패다. 진에어 스타리그 2011 16강 A조 1경기에서 처음 만나 승리했으며, 티빙 스타리그 2012 8강 D조에서도 다시 만나 3:0 셧아웃을 시키고 4강 진출에 성공했다. 동시에 스타리그 팀킬전 13연속 무실세트라는 기록까지 세웠다. 여담으로 또다른 팀동료 박재혁과의 전적 역시 6:0으로 앞서 있다.

#### 고인규
SK Telecom T1에서 한솥밥을 먹었던 사이인 고인규와 정명훈 두선수의 상대전적은 정명훈의 4:0 무패다. 1주일 간격으로 열린 박카스 스타리그 2009 8강 C조 팀킬에서 2:0으로 승리하며 4강 진출 성공, SK플래닛 스타크래프트 프로리그 시즌1 1라운드 공군전 3세트에서도 승리, SK플래닛 스타크래프트 프로리그 시즌2 3라운드 공군전 전반전 1세트에서도 승리했다.

#### 백동준
백동준과의 전적은 3:0 무패다. 신한은행 프로리그 10-11 4라운드 화승전 2세트, SK플래닛 스타크래프트 II 프로리그 12-13 2라운드 STX전 6세트, 5라운드 STX전 4세트까지 모두 승리했다.

#### 방태수
이 둘의 대결은 스타크래프트2 팬들에게 방태수와 정명훈의 이름을 합친 방명록으로 불리고 있다. 공식전 전적에서 현재 방태수가 3:1로 앞서고 있다.

## 주요 기록
|             | 경기 | 승-패   | 승률  |
| ----------- | ---- | ------- | ----- |
| 대 테란     | 139  | 88–51   | 63.3% |
| 대 저그     | 161  | 95–66   | 59.0% |
| 대 프로토스 | 151  | 97–54   | 64.2% |
| 총합        | 451  | 280–171 | 62.1% |

## 수상 기록
스타크래프트 : 메이저 개인리그 우승 1회, 준우승 4회

### 스타크래프트
- 2006년 제26회 커리지 매치 입상
- 2007년 제2회 KeSPA컵 아마추어 입상
- 2008년 프로리그 2008 1차 2군 평가전 다승왕
- 2008년 아레나 MSL 2008 32강
- 2008년 인크루트 스타리그 2008 준우승 (2:3 송병구)
- 2008년 클럽데이 온라인 MSL 2008 32강
- 2008년 곰TV TG삼보-인텔 클래식 시즌2 32강
- 2009년 로스트사가 MSL 2009 32강
- 2009년 BATOO 스타리그 08~09 준우승 (2:3 이제동)
- 2009년 박카스 스타리그 2009 3위
- 2009년 아발론 온라인 MSL 2009 16강
- 2009년 신한은행 프로리그 08-09 우승 (SK 텔레콤 T1)
- 2009년 신한은행 프로리그 08-09 결승전 MVP
- 2009년 EVER 스타리그 2009 16강
- 2009년 하노이 실내 아시안 게임 2위 (은메달) (0:2 이영호)
- 2010년 대한항공 스타리그 2010 Season 1 16강
- 2010년 하나대투증권 MSL 2010 16강
- 2010년 빅파일 MSL 2010 3위
- 2010년 대한항공 스타리그 2010 Season 2 16강
- 2010년 경남 - STX컵 마스터즈 2010 결승전 MVP
- 2010년 피디팝 MSL 2010 32강
- 2011년 박카스 스타리그 2010 우승 (3:0 송병구)
- 2011년 ABC마트 MSL 2011 32강
- 2011년 진에어 스타리그 2011 준우승 (2:3 허영무)
- 2012년 Tving 스타리그 2012 준우승 (1:3 허영무)
- 2012년 e스포츠 명예의 전당 헌액

### 스타크래프트 II
- 2012년 MLG Starcraft II Invitational 초청전 8강
- 2012년 옥션 올킬 스타리그 2012 16강
- 2013년 핫식스 2013 글로벌 스타크래프트 II 리그 시즌 1 Code A 24강
- 2013년 제4회 인천 실내무도아시아경기대회 스타2 부문 국가대표 선발전 32강
- 2013년 2013 WCS 코리아 시즌 1 망고식스 글로벌 스타크래프트II 리그 Code S 32강
- 2013년 2013 WCS Korea Season 1 챌린저리그 32강
- 2013년 2013 WCS 코리아 시즌 2 옥션 올킬 스타리그 16강
- 2013년 2013 WCS 코리아 시즌 2 챌린저리그 24강
- 2013년 2013 WCS 코리아 시즌 3 챌린저리그 12강
- 2014년 2014 WCS 코리아 시즌 1 핫식스 글로벌 스타크래프트 II 리그 코드 A 48강
- 2014년 2014 WCS 코리아 시즌 2 핫식스 글로벌 스타크래프트 II 리그 코드 A 48강
- 2014년 2014 WCS 코리아 시즌 3 핫식스 글로벌 스타크래프트 II 리그 코드 A 48강
- 2014년 Connecting Professional E-sports #1 3위
- 2014년 PughCraft Invitational #2 32강
- 2015년 2015 글로벌 스타크래프트 II 리그 시즌 1 코드 S 32강
- 2015년 네이버 스타크래프트 II 스타리그 2015 시즌 1 16강
- 2015년 IEM Season IX - World Championship 8강
- 2015년 Gfinity Spring Masters I 16강
- 2015년 Copenhagen Games Spring 2015 준우승 (0:4 원이삭)
- 2015년 GiGA 인터넷 2015 KeSPA컵 시즌1 8강
- 2015년 2015 DreamHack Open: Tours 16강
- 2015년 2015 스베누 글로벌 스타크래프트 II 리그 시즌 2 코드 S 16강
- 2015년 롯데홈쇼핑 2015 KeSPA컵 시즌2 16강
- 2015년 2015 DreamHack Open: Valencia 8강
- 2015년 ASUS ROG Summer 2015 8강
- 2015년 IEM Season X - gamescom 4강
- 2015년 2015 핫식스 글로벌 스타크래프트 II 리그 시즌 3 코드 S 32강
- 2015년 2015 DreamHack Open: Stockholm 16강
- 2015년 2015 WCS 글로벌 파이널 16강